# Hugo Förster
Hugo Förster (Bad Wildungen, 1905. január 21. – 1945. február 27.) német tengeralattjáró-kapitány volt a második világháborúban. Egy hajót (2000 brt) semmisített meg.

## Pályafutása
Hugo Förster 1925. április 5-én csatlakozott a német haditengerészethez. 1941. április 30-án kinevezték az U–501 kapitányának.  Hajójával egy járőrutat tett. Először Izlandtól délre, majd Grönlandtól keletre vadászott. Szeptember 5-én megtámadta az SC–41-es konvojtól elmaradó norvég Einviket. Förster először megtorpedózta, majd a tengeralattjáró fedélzeti fegyvereivel elsüllyesztette a hajót.
Szeptember 10-én a Dánia-szorosban két kanadai korvett, az HMCS Chambly és az HMCS Moosejaw rátámadt a tengeralattjárójára. Az U–501 az első mélységibomba-támadás után kénytelen volt felemelkedni a felszínre, közvetlenül az HMCS Moosejaw mellett. A két hajó annyira közel állt meg egymáshoz, hogy Hugo Förster száraz lábbal lépett át a kanadai korvettre. A kapitány hadifogságba került, de 1945 januárjában fogolycsere révén hazakerült. Február 27-én öngyilkosságot követett el.

## Összegzés
| Hajója | Parancsnoki szolgálata                   | Őrjáratok száma | Őrjáratok hossza (nap) | Eltalált hajók száma | Eltalált hajók vízkiszorítása (brt) |
| ------ | ---------------------------------------- | --------------- | ---------------------- | -------------------- | ----------------------------------- |
| U–501  | 1941. április 30. – 1941. szeptember 10. | 1               | 35                     | 1                    | 2000                                |

## Megrongált hajó
| Búvárhajó | Nap                 | Hajó   | Nemzetisége | Vízkiszorítása (brt |
| --------- | ------------------- | ------ | ----------- | ------------------- |
| U–501     | 1941. szeptember 5. | Einvik | Norvégia    | 2000                |